# جبور الدويهي
جبور الدويهي، (1949 - 23 يوليو 2021) روائي لبناني من مواليد زغرتا، شمال لبنان. له نحو 15 عملا أدبيًّا ما بين رواية وقصة قصيرة، ووصلت روايته «ملك الهند» إلى القائمة القصيرة لجائزة البوكر العام 2020، وأيضًا روايته «مطر حزيران» ضمن اللائحة القصيرة للبوكر العام 2016، فيما فازت رواية «اعتدال الخريف» بجائزة أفضل عمل مترجم عن جامعة أركنساس، وفازت «حي الأمريكان» بجائزة سعيد عقل 2015، و«شريد المنازل» فازت بجائزة الأدب العربي 2013. وتُرجمت رواياته إلى الفرنسية والإنجليزية والألمانية والإيطالية والإسبانية والتركية. وتم تكريمه عدة مرات لبنانيا وعربيا.

## سيرة
حصّل الدويهي دروسه الابتدائية والثانوية في مدينة طرابلس. حائز على إجازة في الأدب الفرنسي من كلية التربية في الجامعة اللبنانية ببيروت وعلى دكتوراه في الأدب المقارن من جامعة باريس الثالثة (السوربون الجديدة).
عمل أستاذ الأدب الفرنسي في الجامعة اللبنانية لحين تقاعده.
كاتب افتتاحيات وناقد أدبي في مجلة L’Orient Express ومن بعدها في ملحق L’Orient litteraire الصادرَين في بيروت. وترجم عدة مؤلفات أدبية وعامة من الفرنسية إلى العربية. كما قدمت في أعماله العديد من الأبحاث والدراسات الأكاديمية والمقالات.

## مؤلفاته الروائية
- الموت بين الأهل نعاس، مجموعة قصص قصيرة، دار المطبوعات الشرقية، بيروت 1990، وطبعة ثانية عن دار النهار 2010 [15]
- اعتدال الخريف، رواية، دار النهار، بيروت، 1995. (حازت جائزة أفضل عمل مترجم من جامعة أركنساس في الولايات المتحدة). ترجمت إلى الفرنسية والإنكليزية.
- ريّا النهر، رواية، دار النهار، 1998[16]
- عين ورده، رواية، دار النهار، 2002. ترجمت إلى الفرنسية والتركية.[17]
- مطر حزيران، دار النهار، 2006. اختيرت ضمن اللائحة القصيرة لجائزة «بوكر» للرواية العربية في عامها الأول. ترجمت إلى الفرنسية والإيطالية والألمانية والإنكليزية.
- «روح الغابة»، قصة للصغار بالفرنسية، دار حاتم، 2001 (حازت جائزة سان اكزوبيري الفرنسية لأدب الشباب).
- شريد المنازل - 2010 عن دار النهار [18]
- حي الأميركان 2014 [19]
- «طبع في بيروت»، دار الساقي 2016 [20]
- ملك الهند - دار الساقي 2019 [21]
- سم في الهواء - دار الساقي 2021 [22]

## وصلات خارجية
- جبور الدويهي في موقع Ehden Family Tree
- صورة المرأة في رواية "مطر حزيران" لجبّور الدويهي